# Nader Al Tarhoni
Nader Al Tarhoni, né le 24 octobre 1979 à Tripoli en Libye, est un footballeur international libyen.

## Biographie
Nader Al Tarhoni est sélectionné avec l'équipe nationale A de Libye pour la CAN 2006.

## Carrière
- 2000-2005 : Al-Ittihad Tripoli ( Libye)
- 2005-2006 : Al-Sailiya ( Qatar)
- 2006-2007 : Al-Wakrah ( Qatar)
- 2008 : Kazma Koweït ( Koweït)
- 2008-2009 : Al-Ittihad Tripoli ( Libye)
- 2009- : Al-Sha'ab Sharjah ( Émirats arabes unis)[1],[2]